# Delia cupricrus
Delia cupricrus är en tvåvingeart som först beskrevs av Walker 1849.  Delia cupricrus ingår i släktet Delia och familjen blomsterflugor. Inga underarter finns listade i Catalogue of Life.